# پسویتسه
پسویتسه (به چکی: Pesvice) یک منطقهٔ مسکونی در جمهوری چک است که در ناحیه خوموتوو واقع شده‌است. پسویتسه ۳٫۸۴ کیلومتر مربع مساحت و ۱۲۷ نفر جمعیت دارد و ۳۳۷ متر بالاتر از سطح دریا واقع شده‌است.